# Rosenhagen (Schalksmühle)
Rosenhagen ist ein Ortsteil der Gemeinde Schalksmühle im Märkischen Kreis im Regierungsbezirk Arnsberg in Nordrhein-Westfalen (Deutschland).

## Lage und Beschreibung
Der Wohnplatz liegt oberhalb des Nahmer Bachtals östlich der Bundesautobahn 45 an der Gemeindegrenze zu Nachrodt-Wiblingwerde.
Weitere Nachbarorte auf dem Gemeindegebiet sind Rölvede, über das der Ort angebunden ist, Rölveder Mühle, Albringwerde, Winkeln und Winklerheide, sowie Obernahmer, die Brenscheider Kornmühle und Ölmühle auf dem Gemeindegebiet von Nachrodt-Wiblingwerde.

## Geschichte
Rosenhagen gehörte bis zum 19. Jahrhundert der Winkelner Bauerschaft des Kirchspiels Hülscheid an. Ab 1816 war der Ort Teil der Gemeinde Hülscheid in der Bürgermeisterei Halver im Kreis Altena, 1818 lebten sieben Einwohner im Ort. Der laut der Ortschafts- und Entfernungs-Tabelle des Regierungs-Bezirks Arnsberg als Kotten kategorisierte Ort besaß 1839 unter dem Namen Rosenhagen ein Wohnhaus. Zu dieser Zeit lebten neun Einwohner im Ort, allesamt evangelischen Bekenntnisses.
1844 wurde die Gemeinde Hülscheid mit Rosenhagen von dem Amt Halver abgespaltet und dem neu gegründeten Amt Lüdenscheid zugewiesen.
Der Ort ist auf der Preußischen Uraufnahme von 1845 unbeschriftet verzeichnet. Ab der Preußischen Neuaufnahme von 1892 ist der Ort auf Messtischblättern der TK25 als Rosenhagen verzeichnet.
Die Gemeinde- und Gutbezirksstatistik der Provinz Westfalen führt Rosenhagen 1871 als Kotten mit einem Wohnhaus und sieben Einwohnern auf.  Das Gemeindelexikon für die Provinz Westfalen von 1887 gibt eine Zahl von acht Einwohnern an, die in einem Wohnhaus lebten. 1895 besitzt der Ort ein Wohnhaus mit sieben Einwohnern, 1905 werden ein Wohnhaus und sechs Einwohner angegeben.
1969 wurden die Gemeinden Hülscheid und Schalksmühle zur  amtsfreien Großgemeinde (Einheitsgemeinde) Schalksmühle im Kreis Altena zusammengeschlossen und Rosenhagen gehört seitdem politisch zu Schalksmühle, das 1975 auf Grund des Sauerland/Paderborn-Gesetzes Teil des neu geschaffenen Märkischen Kreises wurde.